# Spherillo insularum
Spherillo insularum is een pissebed uit de familie Armadillidae. De wetenschappelijke naam van de soort is voor het eerst geldig gepubliceerd in 1942 door Karl Wilhelm Verhoeff.